# 영강 (고구려)
영강(永康)은 삼국시대의 연호로 고구려에서 사용된 연호로 추정된다.

## 개요
1946년 평양에서 발굴된 금동광배(金銅光背) 뒷면의 명문에서 발견되었다. 명문에는 ‘永康七年’이라는 연호가 나타나 있으나 간지 부분이 마멸되어 정확한 연대는 알 수 없다. 영강을 연호로 사용한 중국 왕조들은 많이 있지만 7년을 넘게 사용한 왕조는 서진(西秦) 왕조 뿐인데, 고구려에서 이 왕조의 연호를 사용했을 가능성은 매우 낮기 때문에 중국의 연호가 아닌 고구려에서 사용된 연호로 보는 것이 일반적이다. 광배의 양식과 마멸된 간지 부분의 자형 추정을 토대로 396년, 5세기 전반, 418년, 483년, 551년 등 다양한 연대가 추정되고 있다. 그러나 현재는 고구려 양원왕 시기에 썼다는 설이 정설이다.

## 같이 보기
- 한국의 연호